# Terra que marca
Terra que marca (englischer Festivaltitel Striking Land) ist ein portugiesischer Film in dokumentarischer Form unter der Regie von Raul Domingues aus dem Jahr 2022. Der Film feierte am 14. Februar 2022 auf der Berlinale seine Weltpremiere in der Sektion Forum.

## Handlung
Menschen sind in diesem Film nur ein Element neben anderen, die Hauptrolle spielt der Boden des portugiesischen Hinterlandes: Meist hat die Kamera junge Pflanzen, durch Erosion entstandene Wasserrinnen, tiefe Spuren von Traktorreifen oder Ackerfurchen im Fokus. Menschen werden beim Bearbeiten der Erde gezeigt, oft auch nur Körperteile von ihnen: ihre gebeugten Rücken beim Ernten, ihre rauen Hände beim Harken, Säen oder Mauern, fern jeder Idylle. Auch Tiere und Pflanzen werden gezeigt: Unkraut, Kartoffelstauden, ein Pferd, das Gras frisst. Landmaschinen und Werkzeuge spielen ebenfalls eine Rolle: eine Mischmaschine, ein Güllefass, eine Motorsäge.
Die genaue Beobachtung von Vorgängen, Gegenständen und Lebewesen übt einen Sog auf das Publikum aus.

## Produktion

### Hintergrund
Der Film ist auf der Basis des Buches The Planetary Turn: Relationality and Geoaesthetics in the Twenty-First Century, 2015 herausgegeben von Amy J. Elias und Christian Moraru, zu sehen. Der Ansatz des Planetary Turn lässt den Menschen als Herrn und Ausbeuter der Natur hinter sich und zeigt, wie eine Ablösung von älteren Konzepten wie Globalisierung, des Kosmopolitismus und des Umweltschutzes aussehen kann. Literatur, Bildende Kunst, Medienkunst und Sozialwissenschaften begeben sich auf die Suche nach neuen politischen, ethischen und ästhetisch-kulturellen Ansätzen, die eine Vision einer übergreifenden Gemeinschaft auf der Erde konkret werden lassen.
Raul Domingues will Empfindungen vermitteln, wie die sie haben, die schon länger mit dem Land leben: ein verändertes Fühlen in Bezug auf Pflanzen, Verhalten, Klima und auch das eigene Ich. Der Mensch als Mittelpunkt von Zeit und Raum wird relativiert, Anderes rückt ins Zentrum.

### Filmstab
Regie führte Raul Domingues, der auch für Kamera und Filmschnitt verantwortlich war.  

### Produktion und Förderungen
Produziert wurde der Film von Ico Costa und Krzysztof Dabrowski. 

### Dreharbeiten und Veröffentlichung
Der Film feierte am 14. Februar 2022 auf der Berlinale seine Weltpremiere in der Sektion Forum. Der Vertrieb liegt in den Händen von Terratreme Filmes.

## Auszeichnungen und Nominierungen
- 2022: Nominierung für den Berlinale Dokumentarfilmpreis[2]